# Улица Короля
Улица Короля — улица в Московском районе Минска.

## История
Названа в честь Владимира Адамовича Короля (1912—1980), народного архитектора СССР.
Первое название — Загородная, в начале тридцатых переименована в Обувную. Имя Короля присвоено после кончины архитектора.

## Расположение
Начинается от улицы Немига и идёт в северо-западном направлении.
К улице примыкает улица Шорная, улица Сухая — пересекает. Далее улица поворачивает в западном направлении (в северном — улица с выходом на Кальварийскую улицу), пересекая[уточнить] улицу Клары Цеткин. После т-образного перекрёстка с переулком Опанского (северное направление) заканчивается т-образным перекрёстком с улицей Николая Дрозда.
Между улицей Харьковская и улицей Короля проходит железная дорога.
Административный район: Московский.

## Объекты
Дома и строения: 2, 3, 3/Б, 4, 5/А, 5, 6, 7, 7/А, 8, 9/А, 9, 10, 11, 12, 13, 14/А, 14, 15, 16, 16/А, 17, 18, 19, 20, 22, 23, 24, 26, 34, 36, 38/1, 38/2, 45, 47/А, 47, 49, 51, 61, 65/А, 65, 71, 73, 79, 88.
- Обувная фабрика «Луч»
- «БИП — Институт правоведения»
- Кафе-кофейня «Миндаль»